# روليتو
روليتو هي كومونا (بلدية) في مدينة تورينو الحضرية في منطقة بيدمونت الإيطالية، تقع على بعد حوالي 35 كيلومتر (22 ميل) جنوب غرب تورينو. اعتباراً من 31 ديسمبر 2004 ، كان عدد سكانها 2,019 ومساحتها 9.8 كيلو متر مربع (3.8 ميل).
تقع روليتو على حدود البلديات التالية: بينيرولو، و فروساسكو، و كانتالوبا.